# Folembray
Folembray är en kommun i departementet Aisne i regionen Hauts-de-France i norra Frankrike. Kommunen ligger  i kantonen Coucy-le-Château-Auffrique som ligger i arrondissementet Laon. År 2022 hade Folembray 1 362 invånare.

## Befolkningsutveckling
Antalet invånare i kommunen Folembray
Referens: INSEE